# Rugby-League European Federation
Die Rugby-League European Federation (RLEF) ist der für Europa und die übrige Nördliche Hemisphäre zuständige Rugby-League-Verband. Er wurde 2003 durch den französischen Verband und die britisch/englische Rugby Football League gegründet und nahm im Januar 2004 den Betrieb auf. Einziges weiteres aktuelles Vollmitglied ist Russland. Daneben gehören dem Verband fünf assoziierte Mitglieder sowie 15 Verbände als offizielle Beobachter bzw. uneingestuft an. Sitz des Verbandes ist Leeds.

## Wettbewerbe
Die RLEF ist Ausrichter zahlreicher Wettbewerbe, an denen die Nationalmannschaften oder Vereinsmannschaften ihrer Mitgliedsverbände teilnehmen. Die Wettbewerbe im Einzelnen:
für Nationalmannschaften
- European Nations Cup
- RLEF European Shield

## Liste der Mitglieder
Vollmitglieder (3)
- Rugby Football League ( England bzw.  Vereinigtes Königreich), Fédération Française de Rugby à XIII ( Frankreich) Federazija Regbilig Rossii ( Russland)

Assoziierte Mitglieder (5)
- Rugby League Ireland ( Irland und  Nordirland), Lebanese Rugby League Committee ( Libanon), Scotland Rugby League ( Schottland), Ragbi 13 Federacija Srbije ( Serbien), Wales Rugby League ( Wales)

Beobachterstatus (9)
- Czech Rugby League Association ( Tschechien), Estonia Rugby League Federation ( Estland), Deutscher Rugby-League-Verband ( Deutschland), Greek Rugby League ( Griechenland), Federazione Italiana Rugby League ( Italien), Latvian Rugby League ( Lettland), Maltese Rugby League Association ( Malta), Maroc Rugby League ( Marokko), Ukrainian Federation of Rugby League ( Ukraine)

Uneingestuft (6)
- Belgium Rugby League ( Belgien), Associació Catalana de Rugby Lliga ( Katalonien), Norway Rugby League ( Norwegen), Portuguese Rugby League Association ( Portugal),  Sweden Rugby League ( Schweden), Emirates Rugby League ( Vereinigte Arabische Emirate)